# (556067) 2014 JK80
(556067) 2014 JK80 est un plutino.
Le JPL indique que sa rotation pourrait être de moins d'une heure, mais cela demande confirmation. 